# Il mio agente Sasha
Il mio agente Sasha. La Russia di Putin e l'Italia di Berlusconi ai tempi della seconda guerra fredda  è un libro scritto da Paolo Guzzanti pubblicato nel maggio 2009 edito da Aliberti editore.
È stato presentato alla fiera del libro di Torino il 16 maggio 2009, insieme a Sabina Guzzanti.

## Contenuto
Il libro tratta dell'omicidio Litvinenko e dei suoi risvolti italiani.

## Edizioni
- Paolo Guzzanti, Il mio agente Sasha: la Russia di Putin e l'Italia di Berlusconi ai tempi della seconda guerra fredda, Aliberti, Roma 2009